# Stenomacrus flaviceps
Stenomacrus flaviceps là một loài tò vò trong họ Ichneumonidae.